# Alex Baur (Journalist)
Alex Baur (* 1997 in Augsburg) ist ein deutscher Journalist, Reporter und Moderator.

## Leben
Alex Baur arbeitete nach seinem Abitur als Regieassistenz für verschiedene Film- und Fernsehproduktionen. Während seines Studiums der Theater-, Film- und Medienwissenschaft an der Universität Wien war er als Redakteur für das Vangardist Magazin tätig. 2018 begann er als freier Autor für bento.de, dem ehemaligen jungen Nachrichtenangebot des Spiegel, zu schreiben. In einem Beitrag für das Medienmagazin Zapp kritisierte er die klischeehafte Darstellung schwuler Männer in der Reality-Dating-Show Prince Charming.
Während seines Studiums an der HAW Hamburg arbeitete Baur als Redakteur für den Diversity-Podcast Yvonne & Berner mit Jochen Schropp und Felicia Mutterer.
Seit Juni 2022 steht Alex Baur als Reporter für das funk-Format reporter vor der Kamera. Im selben Jahr deckte Alex Baur für das SWR-Investigativformat Vollbild auf, wie Banken Greenwashing bei der Beratung zu vermeintlich nachhaltigen Geldanlagen betreiben.
Als Mitglied der Queer Media Society setzt sich Alex Baur für die Belange queerer Medienschaffenden ein.
Weitere journalistische Arbeiten veröffentlichte er unter anderem bei tagesschau.de, 1 Live, jetzt.de, vangardist.com, bento.de, queer.de, fink.hamburg, der Süddeutschen Zeitung und dem Spiegel.
Alex Baur lebt und arbeitet in Hamburg, Köln und Berlin. 